# Hải Lý
Hải Lý là một xã cũ thuộc huyện Hải Hậu, tỉnh Nam Định, Việt Nam.
Xã Hải Lý có diện tích 5,94 km², dân số năm 2022 là 12.733 người, mật độ dân số đạt 2.143 người/km².